# Hoëville
Hoëville és un municipi francès situat al departament de Meurthe i Mosel·la i a la regió del Gran Est. L'any 2007 tenia 162 habitants.

## Demografia

### Població
El 2007 la població de fet de Hoëville era de 162 persones. Hi havia 66 famílies, de les quals 11 eren unipersonals (11 homes vivint sols), 29 parelles sense fills, 22 parelles amb fills i 4 famílies monoparentals amb fills.
La població ha evolucionat segons el següent gràfic:
Habitants censats

### Habitatges
El 2007 hi havia 66 habitatges, 64 eren l'habitatge principal de la família, 1 era una segona residència i 1 estava desocupat. 59 eren cases i 7 eren apartaments. Dels 64 habitatges principals, 43 estaven ocupats pels seus propietaris i 21 estaven llogats i ocupats pels llogaters; 1 tenia dues cambres, 5 en tenien tres, 15 en tenien quatre i 44 en tenien cinc o més. 54 habitatges disposaven pel capbaix d'una plaça de pàrquing. A 25 habitatges hi havia un automòbil i a 35 n'hi havia dos o més.

### Piràmide de població
La piràmide de població per edats i sexe el 2009 era:
| Homes | Edats   | Dones |
| ----- | ------- | ----- |
| 0     | 95 o +  | 0     |
| 0     | 90 a 94 | 0     |
| 0     | 85 a 89 | 0     |
| 0     | 80 a 84 | 0     |
| 0     | 75 a 79 | 0     |
| 0     | 70 a 74 | 0     |
| 0     | 65 a 69 | 4     |
| 12    | 60 a 64 | 4     |
| 12    | 55 a 59 | 16    |
| 8     | 50 a 54 | 8     |
| 8     | 45 a 49 | 0     |
| 4     | 40 a 44 | 0     |
| 4     | 35 a 39 | 4     |
| 4     | 30 a 34 | 0     |
| 12    | 25 a 29 | 8     |
| 0     | 20 a 24 | 0     |
| 0     | 15 a 19 | 0     |
| 0     | 10 a 14 | 0     |
| 0     | 5 a 9   | 0     |
| 0     | 0 a 4   | 4     |

## Economia
El 2007 la població en edat de treballar era de 101 persones, 81 eren actives i 20 eren inactives. De les 81 persones actives 74 estaven ocupades (39 homes i 35 dones) i 8 estaven aturades (4 homes i 4 dones). De les 20 persones inactives 8 estaven jubilades, 5 estaven estudiant i 7 estaven classificades com a «altres inactius».

### Ingressos
El 2009 a Hoëville hi havia 69 unitats fiscals que integraven 177 persones, la mediana anual d'ingressos fiscals per persona era de 20.444 €.

### Activitats econòmiques
Dels 3 establiments que hi havia el 2007, 1 era d'una empresa de comerç i reparació d'automòbils, 1 d'una empresa de serveis i 1 d'una entitat de l'administració pública.
L'únic establiment comercial que hi havia el 2009 era una botiga de material esportiu.
L'any 2000 a Hoëville hi havia 8 explotacions agrícoles.

## Poblacions més properes
El següent diagrama mostra les poblacions més properes.